# Ponte della Vittoria (San Donà di Piave)
Il Ponte della Vittoria è un ponte che attraversa il fiume Piave situato nella città di San Donà di Piave. Durante la sua storia, il ponte ha subito due ricostruzioni dovute ai conflitti della Prima e Seconda Guerra Mondiale.

## Storia
Il primo ponte in legno venne costruito nell'agosto del 1876 ad opera della ditta Lazzaris-Wiel; tuttavia un'alluvione del 1882 lo distrusse completamente. In seguito, nel 1884, iniziarono i lavori di ricostruzione del ponte, questa volta costruito in ferro e sorretto da quattro pile di colonne in muratura. Ogni pila era distante ognuna dall'altra 37 metri. Il ponte era lungo 210 metri e aveva una carreggiata di circa 5 metri di larghezza. I lavori di ricostruzione terminarono nel 1886 per un costo complessivo di oltre 340 000 lire. Ciononostante, a causa della prima guerra mondiale e della sconfitta di Caporetto, l'esercito italiano si vide costretto a far saltare il ponte in modo da impedire l'avanzata dell'esercito austro-ungarico. Per questo motivo, la ventesima compagnia minatori provvide alla demolizione il 9 novembre 1917.
Nel 1920 iniziò la ricostruzione del ponte ad opera della ditta lombarda Badoni-Bellani-Benazzoli. Il costo complessivo si aggirava sulle 4 500 000 lire di cui 2 500 000 finanziate dallo Stato. Inoltre al ponte venne dato un nome: "Emanuele Filiberto di Savoia", in onore del celebre duca d'Aosta. Il Ponte fu inaugurato il 12 novembre 1922. Presenti all'inaugurazione il Patriarca di Venezia, il sindaco di San Donà di Piave, Ing. Guido Guarinoni, il Duca d’Aosta, in rappresentanza della famiglia reale e il sottosegretario di Stato al ministero dei lavori pubblici Alessandro Sardi, in rappresentanza del primo ministro Benito Mussolini. Successivamente, durante la Seconda Guerra Mondiale, il ponte venne nuovamente distrutto da un bombardamento aereo angloamericano nell'ottobre del 1944. I lavori di ricostruzione iniziarono nel 1946 e vennero portati a termine nel 1950, ribattezzandolo "Ponte della Vittoria" ossia il ponte giunto fino ad oggi. Nel 12 Novembre 2022 è stato festeggiato il centenario del ponte, con l'aggiunta di una targa a memoria dei cento anni. Alla cerimonia hanno partecipato gli scout di San Donà di Piave, i bersaglieri di San Donà e Musile, i granatieri e gli alpini di San Donà in un momento coronato dalla presenza dei sindaci di San Donà di Piave,Andrea Cereser e di Musile di Piave, Silvia Susanna

## Descrizione
La struttura attuale del ponte è costituita da quattro travate di acciaio di colore blu indipendenti una dall'altra sostenute da tre piloni in muratura con fondazioni ad aria compressa. Il ponte è lungo 210 metri e largo circa 12 metri, compresa una pista per il transito di pedoni e biciclette su entrambi i lati del ponte. Negli anni 2000, esso ha subito un restauro cromatico curato dall'architetto italiano Ettore Sottsass.

## Posizione
Il Ponte della Vittoria attraversa il fiume Piave e la SS14 che transita sul ponte funge da collegamento principale tra il comune di San Donà e quello di Musile. Inoltre, sotto il ponte nell'area golenale, è presente l'ampio Parco Fluviale.